# Open The Mixtape: Abstract Innovations
Pour les articles homonymes, voir Open.
Albums de Q-Tip
Amplified
(1999) The Renaissance
(2008)
Open The Mixtape: Abstract Innovations est une mixtape de Q-Tip, diffusée en janvier 2007 en téléchargement gratuit sur le site DatPiff.

## Liste des titres
| No  | Titre                                           | Contient un (des) sample(s) de         | Durée |
| --- | ----------------------------------------------- | -------------------------------------- | ----- |
| 1.  | Phone Intro (featuring Pup Dawg)                |                                        |       |
| 2.  | Nasty (featuring Ecks et Busta Rhymes)          |                                        |       |
| 3.  | Scram Jones                                     |                                        |       |
| 4.  | Thats Sexy (featuring André 3000)               |                                        |       |
| 5.  | Fever                                           | Sum Spooky Shit de J Dilla             |       |
| 6.  | Keep It Moving (featuring Hi-Tek et Kurupt)     |                                        |       |
| 7.  | Black Boy                                       |                                        |       |
| 8.  | Passes You By                                   |                                        |       |
| 9.  | Good Thing                                      |                                        |       |
| 10. | I Got Rhythm (featuring June Bug et Lena Horne) |                                        |       |
| 11. | I Believe (featuring D'Angelo)                  |                                        |       |
| 12. | The Official                                    |                                        |       |
| 13. | Johnny Died                                     |                                        |       |
| 14. | The Frog (featuring Will.i.am et Sergio Mendes) |                                        |       |
| 15. | Listen (featuring Heavy D)                      | Fly Like an Eagle du Steve Miller Band |       |
| 16. | Not Gon Have It                                 |                                        |       |
| 17. | Request                                         |                                        |       |
| 18. | Lisa                                            |                                        |       |
| 19. | Hey                                             |                                        |       |
| 20. | Poetry (featuring Erykah Badu)                  |                                        |       |
| 21. | Phone Outro (featuring Pup Dawg)                |                                        |       |